# Каневский, Леонид Семёнович
Леони́д Семёнович Кане́вский (укр. Леонід Семенович Каневський; род. 2 мая 1939, Киев, Украинская ССР, СССР) — советский, российский и израильский актёр театра, кино и дубляжа, телеведущий; заслуженный артист РСФСР (1984). Член общественного совета Российского еврейского конгресса.

## Биография
Леонид Семёнович Каневский родился 2 мая 1939 года в Киеве в еврейской семье.
Мать училась в Киевской консерватории по классу фортепиано, окончила 2 курса, в 19 лет вышла замуж, бросила консерваторию и уехала с супругом на Кавказ, где он работал.
B 1933 году родился старший брат Александр, через 6 лет родился Леонид.
В 17 лет уехал в Москву и поступил в Щукинское училище на курс Веры Константиновны Львовой.
С 1960 по 1967 год — актёр Московского театра имени Ленинского комсомола. С 1967 по 1991 год — актёр Московского театра на Малой Бронной.
Дебютом в кино стала эпизодическая роль в фильме «Сорок минут до рассвета» (1963). Широкую известность актёру принесла роль майора милиции Александра Томина в телесериале «Следствие ведут ЗнаТоКи», а также роли контрабандиста в кинокомедии «Бриллиантовая рука» и галантерейщика Бонасье в мини-сериале «Д'Артаньян и три мушкетера».
В 1991 году репатриировался в Израиль, где совместно с режиссёром Евгением Арье создал в Тель-Авиве драматический театр «Гешер» (в переводе с иврита — «мост»); основу его труппы составляют российские актёры, игравшие на сценах московских и ленинградских театров.
В 2003 году был ведущим телеигры «Девятый вал» на израильском «9 канале».
С января 2006 года по настоящее время — ведущий документальной телепередачи «Следствие вели…» на «НТВ».

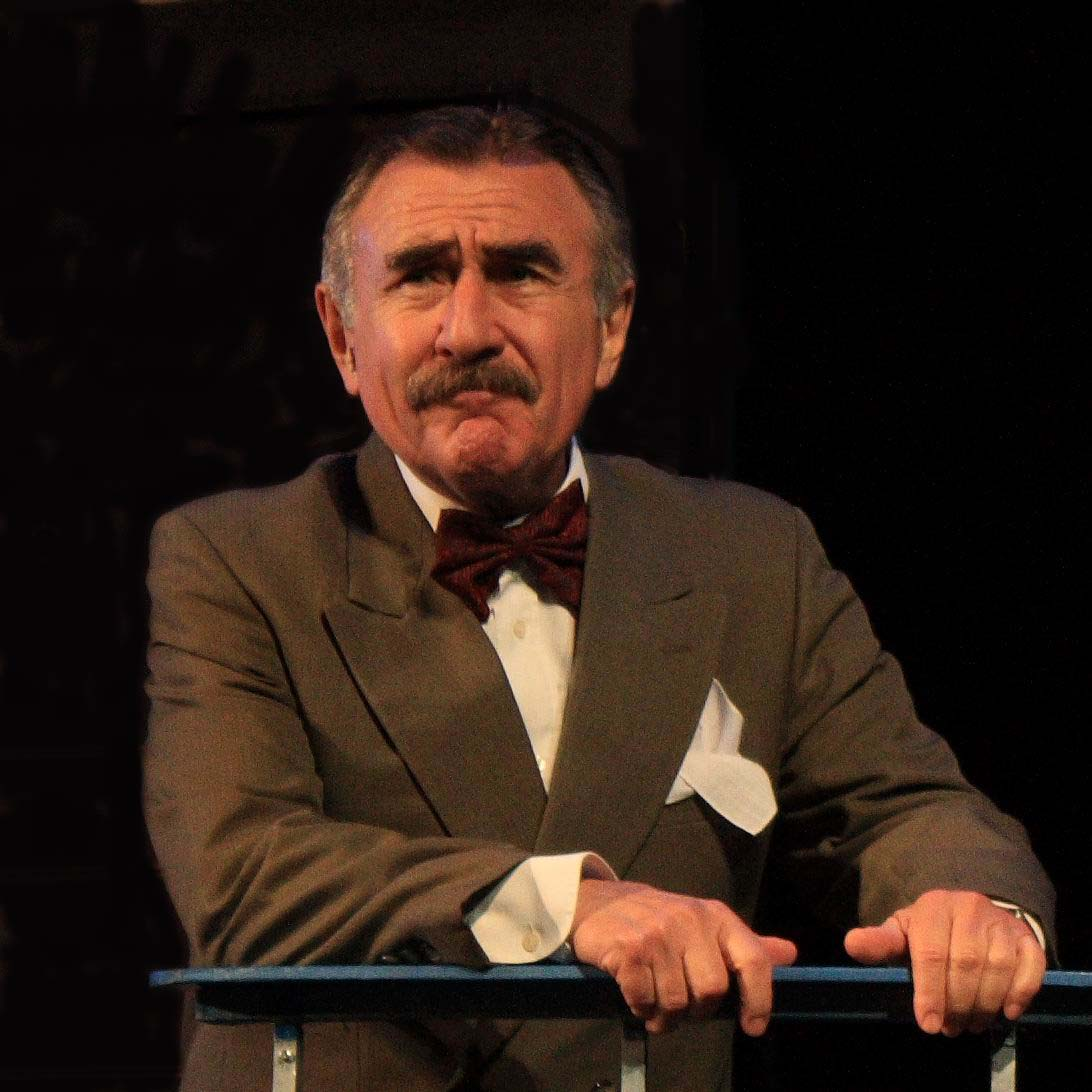
Каневский в 2010 году

В 2009 году снялся в телесериале «Сёмин» и «Сёмин. Возмездие».
Также принял участие в озвучивании мультфильма «Тачки 2» в роли разведчика Финна Макмисла.
За долгие годы творческой деятельности актёр снялся в более чем пятидесяти фильмах и телесериалах. Член Союза кинематографистов Российской Федерации.

## Семья
Женат с 1975 года на дочери артиста Штепселя (Ефима Березина) Анне Ефимовне Березиной (род. 1949). Супруга — филолог и переводчик, знает несколько иностранных языков: английский, польский, чешский, иврит.
Дочь — Наталья Леонидовна Каневская (род. 1977), выпускница театрального факультета Тель-Авивского университета, художник по костюмам.
Зять — Идо Натив, преподаватель иврита, искусствовед, автор и создатель проекта «Ивритник», преподавал иврит в институте стран Азии и Африки МГУ, в воскресной школе посольства государства Израиль, менеджер по коммуникациям Сколковского института науки и технологий.
Внучка — Амалия Натив (род. 2012).
Старший брат — Александр Каневский (род. 29 мая 1933), писатель-сатирик.
Двоюродный дядя — Анатолий Каневский (05.10.1910 — 17.01.1966), заслуженный артист УССР.
Троюродная внучка — Рената Пиотровски (род. 06.04.1987), актриса.

## Творчество

### Театр имени Ленинского комсомола
- 1959 — «Братья Ершовы» В. А. Кочетова; режиссёр: С. А. Майоров — Воробейный Борис Калистратович (ввод в спектакль)
- 1960 — «Опасный возраст» С. Д. Нариньяни; режиссёр: С. Л. Штейн — Миша, друг Марфиньки, Ульян Иванович
- 1960 — «Цветы живые» Н. Ф. Погодина; режиссёр: Б. Н. Толмазов — Безликий, Телеоператор
- 1961 — «Годы странствий» А. Н. Арбузова; режиссёры: С. В. Гиацинтова, В. Р. Соловьёв — Прохожий
- 1962 — «Центр нападения умрёт на заре» А. Куссани; постановка: Б. Н. Толмазов — Кинг-Конг
- 1962 — «Вам 22, старики!» Э. С. Радзинского; постановка: С. Л. Штейн, режиссёр: А. А. Ширвиндт — Гагик
- 1963 — «О Лермонтове…» О. Я. Ремеза, Т. М. Чеботаревской; режиссёр: О. Я. Ремез — Пьяный господин
- 1963 — «Двадцать лет спустя» М. А. Светлова; постановка: Я. Губенко — Моисей
- 1964 — «До свидания, мальчики!» Б. Балтера, В. Токарева, Постановка: С. Л. Штейна — Попандопуло
- 1964 — «104 страницы про любовь» Э. С. Радзинского, постановка: А. В. Эфроса — Гальперин
- 1964 — «Буря в стакане» по пьесе И. М. Дворецкого, Постановка: С. Л. Штейна — Костя
- 1965 — «Что тот солдат, что этот» Б. Брехта; режиссёр М. Туманишвили — Уриа Шелли
- 1965 — «Снимается кино…» Э. С. Радзинского; постановка: А. В. Эфроса, режиссёр: Л. К. Дуров — Трубач
- 1966 — «Чайка» А. П. Чехова; постановка: А. В. Эфроса — Илья Афанасьевич Шамраев
- 1966 — «Аттракционы» по А. М. Володину; постановка: Ф. С. Берман — Следователь

### Московский драматический театр на Малой Бронной
- 1969 — «Как вам это понравится» У. Шекспира; режиссёр: П. Н. Фоменко — Фредерик, брат герцога, узурпатор
- 1970 — «Ромео и Джульетта» У. Шекспира; режиссёр: А. В. Эфрос, Л. К. Дуров — Пётр, слуга Капулетти
- 1970 — «Королевские цветы» Н. Светозаровой, А. Щербаковой; постановка: М. Е. Веснин, режиссёр: Т. Е. Давыдов — Король
- 1970 — «Сказки старого Арбата» А. Н. Арбузова; режиссёр: А. В. Эфрос — Толстячок
- 1971 — «Человек со стороны» И. М. Дворецкого; режиссёр: А. В. Эфрос — Сапсакаев
- 1972 — «Не от мира сего» А. Н. Островского; постановка: А. Л. Дунаев, режиссёр: В. Н. Лакирев — Муругов
- 1973 — «Дон Жуан» Мольера; режиссёр: А. В. Эфрос — Сганарель
- 1973 — «Ситуация» В. С. Розова; режиссёр: А. В. Эфрос — Эдуард Фомич Засекин, член завкома
- 1976 — «Отелло» У. Шекспира; режиссёр: А. В. Эфрос — Брабанцио
- 1977 — «Обвинительное заключение» Н. В. Думбадзе; режиссёр: Л. К. Дуров — Чичико Гоголь
- 1979 — «Продолжение Дон Жуана» Э. С. Радзинского; режиссёр: А. В. Эфрос — Командор (премьера — 23 мая 1979 года)
- 1979 — «Дорога» В. Балясного (по Н. В. Гоголю); режиссёр: А. В. Эфрос — Полицмейстер
- 1982 — «Весельчаки» Н. Саймона; режиссёры: К. П. Худяков и Л. К. Дуров — Алан Льюс (премьера — 12 мая 1982 года)
- 1985 — «Детектив каменного века» А. М. Володина; режиссёр: Е. Н. Лазарев — Глава рода
- «В номерах» А. П. Чехова
- 2006 — «Поздняя любовь» В. Мухарьямова; режиссёр: Е. М. Арье — Гарри Бендинер (Продюсерская компания «Аметист»)
- 2010 — «Ревизор» Н. В. Гоголя; режиссёр: С. А. Голомазов — Антон Антонович Сквозник-Дмухановский, городничий

### Театр Гешер
- 1991 — «Дело Дрейфуса» Ж-К. Грюмберга; постановка: Е. М. Арье, режиссёр: Л. Крейндлина — Арнольд
- 1992 — «Кабала святош или жизнь господина Мольера» М. А. Булгакова; постановка: Е. М. Арье — Маркиз де Шаррон
- 1992 — «Идиот» Ф. Достоевского; постановка: Е. М. Арье, режиссёр: Л. Крейндлина — Епанчин
- 1993 — «Адам — сукин сын» Й. Канюка; постановка: Е. М. Арье, режиссёр: Л. Крейндлина — Артур Файн
- 1994 — «На дне» М. Горького; постановка: Е. М. Арье, второй режиссёр: Л. Крейндлина — Костылев
- 1995 — «Тартюф» Мольера; постановка: Е. М. Арье — Оргон
- 1996 — «Деревушка» Й. Соболя; постановка: Е. М. Арье, ассистент режиссёра: М. Немировская — Хаим
- 1996 — «Город. Одесские рассказы» И. Бабеля; постановка: Е. М. Арье, режиссёр-стажёр: А. Клип — Мендель Крик
- 1997 — «Три сестры» А. П. Чехова; постановка: Е. М. Арье — Кулыгин
- 1999 — «Трапеза» Я. Шабтая; постановка: Е. М. Арье, ассистент режиссёра: Л. Ласкина — Эльяким
- 1999 — «Коварство и любовь» Ф. Шиллера; режиссёр: Л. Хаусман — Фон Вальтер
- 2000 — «Мистер Бринк» П. Осборна; постановка: Е. М. Арье, режиссёр: Л. Крейндлина — доктор Ивэнс
- 2001 — «Сон в летнюю ночь» У. Шекспира; постановка: Е. М. Арье, режиссёр: Л. Крейндлина — Тезей
- 2002 — «Раб» И. Зингера; постановка: Е. М. Арье, режиссёр: Л. Крейндлина — Загаек-Гершон
- 2003 — «Шоша» И. Зингера; постановка: Е. М. Арье, режиссёр: Л. Крейндлина — Сэм
- 2005 — «Момик» Д. Гроссмана; постановка: Е. М. Арье, режиссёр: Л. Крейндлина — Папа Тувиа
- 2006 — «Поздняя любовь» И. Зингера; постановка: Е. М. Арье — Гарри Бендинер

### Фильмография
1. 1963 — Сорок минут до рассвета — завмаг в деревенском сельпо
2. 1965 — Город мастеров — начальник тайной полиции
3. 1966 — Когда играет клавесин (короткометражный) — спекулянт (в титрах — А. Каневский)
4. 1967 — Житие и вознесение Юрася Братчика — приспешник кардинала, выдающий себя за слепого нищего
5. 1967 — На два часа раньше — администратор ансамбля
6. 1968 — Весна на Одере — разведчик Оганесян
7. 1968 — Бриллиантовая рука — контрабандист, накладывавший гипс
8. 1968 — Улыбнись соседу — управдом
9. 1968 — Каратель — господин Андреас
10. 1969 — Красная палатка — итальянский радист
11. 1969 — Каждый вечер в одиннадцать — саксофонист (в титрах Л. Коневский)
12. 1969 — Похищение — режиссёр
13. 1969 — Золотые ворота
14. 1969 — Комендант Лаутербурга — Коллинз
15. 1970 — Смеханические приключения Тарапуньки и Штепселя — камео (зритель в зале во время КВН)
16. 1970 — Удивительный мальчик — боксёр Апперкот
17. 1971 — Физика в половине десятого (короткометражный) — отдыхающий
18. 1971 — Следствие ведут ЗнаТоКи. «Чёрный маклер» — Александр Николаевич Томин, инспектор Московского уголовного розыска (МУРа) (главная роль)
19. 1971 — Следствие ведут ЗнаТоКи. «Ваше подлинное имя» — Александр Томин, капитан милиции
20. 1971 — Следствие ведут ЗнаТоКи. «С поличным» — Александр Томин, капитан милиции
21. 1971 — Следствие ведут ЗнаТоКи. «Повинную голову…» — Александр Томин, майор милиции
22. 1972 — Стоянка поезда — две минуты — конферансье Красовской (озвучивал Валентин Гафт; нет в титрах)
23. 1972 — Вот и лето прошло… — дядя Гарик
24. 1972 — Следствие ведут ЗнаТоКи. «Динозавр» — Александр Томин, майор милиции
25. 1972 — Следствие ведут ЗнаТоКи. «Шантаж» — Александр Томин, майор милиции
26. 1972 — Следствие ведут ЗнаТоКи. «Несчастный случай» — Александр Томин, майор милиции
27. 1972 — Земля, до востребования — Маурицио, докер
28. 1972 — Стоянка поезда — две минуты — концертный директор
29. 1973 — Следствие ведут ЗнаТоКи. «Побег» — Александр Томин, майор милиции
30. 1973 — Следствие ведут ЗнаТоКи. «Свидетель» — Александр Томин, майор милиции
31. 1973 — Нейлон 100 % — Арчибальд, метатель молота, жених Генриетты
32. 1973 — Свой парень — Роберт Иванович
33. 1974 — Приключения в городе, которого нет — капитан Бонавентура
34. 1974 — Ночь ошибок — Джордж Гастингс
35. 1974 — Сергеев ищет Сергеева — голос за кадром
36. 1974 — Ответная мера — Дмитрий Смирнов
37. 1975 — Вкус халвы — Худайкул
38. 1975 — Потрясающий Берендеев — майор, начальник милиции, изобретатель-любитель
39. 1975 — Следствие ведут ЗнаТоКи. «Ответный удар» — Александр Томин, майор милиции
40. 1977 — Следствие ведут ЗнаТоКи. «Любой ценой» — Александр Томин, майор милиции
41. 1977 — Кольца Альманзора — Мухамиэль, капитан пиратов
42. 1977 — Риск — благородное дело — актёр (камео)
43. 1977 — Фантазии Веснухина — продавец в магазине спортивных товаров, затем в зоомагазине
44. 1978 — Следствие ведут ЗнаТоКи. «„Букет“ на приёме» — Александр Томин, майор милиции
45. 1978 — Следствие ведут ЗнаТоКи. «До третьего выстрела» — Александр Томин, майор милиции
46. 1978 — Д’Артаньян и три мушкетёра — господин Бонасье, галантерейщик
47. 1979 — Здравствуйте, я приехал! — Аркадий Христофорович Ангел
48. 1979 — Следствие ведут ЗнаТоКи. «Подпасок с огурцом» — Александр Томин, майор милиции
49. 1980 — Следствие ведут ЗнаТоКи. «Ушёл и не вернулся» — Александр Томин, майор милиции
50. 1981 — Следствие ведут ЗнаТоКи. «Из жизни фруктов» — Александр Томин, майор милиции
51. 1981 — Восточный дантист — Маркос
52. 1982 — Следствие ведут ЗнаТоКи. «Он где-то здесь» — Александр Томин, майор милиции
53. 1982 — Там, на неведомых дорожках… — десятник Миллионский
54. 1983 — Мэри Поппинс, до свидания — Боб Гудетти, экскаваторщик
55. 1984 — Пеппи Длинныйчулок — жулик Карл
56. 1985 — Следствие ведут ЗнаТоКи. «Полуденный вор» — Александр Томин, майор милиции
57. 1985 — Следствие ведут ЗнаТоКи. «Пожар» — Александр Томин, майор милиции
58. 1986 — Потерпевшие претензий не имеют — Сурен Саркисович Егиазаров
59. 1987 — Претендент — Макс
60. 1987 — Следствие ведут ЗнаТоКи. «Бумеранг» — Александр Томин, подполковник милиции
61. 1988 — Следствие ведут ЗнаТоКи. «Без ножа и кастета» — Александр Томин, подполковник милиции
62. 1989 — Следствие ведут ЗнаТоКи. «Мафия» — Александр Томин, полковник милиции
63. 1990 — Смерть в кино — Александр Томин, артист, собирается эмигрировать в Израиль
64. 1995 — Иудейская вендетта — Натан Ильгоев
65. 2001 — Поздняя женитьба / Hatuna Meuheret — Отари
66. 2002 — Следствие ведут ЗнаТоКи. «Третейский судья» — Александр Николаевич Томин, полковник милиции (главная роль)
67. 2003 — Следствие ведут ЗнаТоКи. «Пуд золота» — Александр Николаевич Томин, полковник милиции (главная роль)
68. 2005 — Бедные родственники — Барух
69. 2008 — Фотограф — Рогань, владелец казино
70. 2009 — Сёмин — Борис Петрович Сёмин, полковник милиции (главная роль)
71. 2010 — Между строк / Mezhdu strok — Ефим (Фима) Мельник
72. 2011 — Сёмин. Возмездие — Борис Петрович Сёмин, полковник милиции, начальник отдела (главная роль)
73. 2017 — Чисто московские убийства — Григорий
74. 2017 — Отель счастливых сердец — Арон Моисеевич, хозяин ломбарда
75. 2018 — О чём говорят мужчины. Продолжение — Семён, отец Лёши
76. 2019 — Женская версия. Тайна партийной дачи — Борис Семёнович Быстрых, член ЦК КПСС, отец Светланы
77. 2019 — Жара — камео
78. 2021 — Райский — Виктор Семёнович Райский, генерал-майор, отец Максима
79. 2022 — Оливье и роботы — камео
80. 2024 — Игры — Александр Юрьевич, тренер спортсмена-тяжелоатлета Дмитрия Сибирцева

### Телеспектакли
- 1967 — Митя — Незлобин
- 1972 — Будденброки
- 1972 — Записки Пиквикского клуба — Перкер
- 1973 — В номерах — чиновник Булягин
- 1973 — Всего несколько слов в честь господина де Мольера — Пьеро
- 1974 — Ночь ошибок — Джордж Гастингс
- 1983 — Месье Ленуар, который… — Жозеф

### Дубляж
Фильмы
- 1973 — Совсем пропащий — герцог (роль В. Кикабидзе)
- 1976 — Додумался, поздравляю! — Сухиашвили, полковник милиции (роль Г. Чохонелидзе)
- 1976 — Багдасар разводится с женой — Багдасар (роль Ф. Мкртчяна)
- 1981 — Берегите женщин — Гиви Максимович Айвазов (роль Г. Тохадзе)

Мультфильмы и мультсериалы
- 1981 — 80 дней вокруг света — мистер Фикс[10]
- 2011 — Тачки 2 — Финн Макмисл[11]

### Озвучивание
- 1973 — Волшебник Изумрудного города (мультфильм) — Трусливый Лев (5 серия)
- 1975 — Верните Рекса (мультфильм) — дрессировщик (нет в титрах)
- 2019 — Ограбление по-зверски (1-3 серии, мультфильм) — Гавов
- 2019 — Охота на певицу (телесериал) — закадровый текст

### Телепрограммы
- Музыкальная передача «Квартирник у Маргулиса», выпуск от 02.05.2019 — к 80-летию Леонида Каневского.
- 2006—н.в. — «Следствие вели… с Леонидом Каневским» — ведущий авторского цикла документальных телепередач телеканала «НТВ» о самых громких преступлениях, совершённых в СССР.

### Радиоспектакли
- 1963 — Сокрушитель стёкол (радиоспектакль) — Соммер, бармен
- 1966 — Убийство в Восточном экспрессе (радиоспектакль) — Антонио Фоскарелли
- 1968 — Семь крестиков в записной книжке инспектора Лекёра (радиоспектакль) — Соммер, бармен
- 1972 — Остров сокровищ (радиоспектакль) — Чёрный пёс
- 1976 — Мегрэ в школе (радиоспектакль) — Марселин Рато, мясник
- 1978 — Большая докторская сказка — Плутелло
- 1978 — Сын Артуро Эстевеса (радиоспектакль) — Манолито
- 1982 — Происшествие в стране Мульти-Пульти (ВФГ «Мелодия») — Карлсон
- 1985 — Мегрэ и строптивые свидетели (радиоспектакль) — Бальи, помощник прокурора
- 1987—1988 — Следствие ведут Колобки (запись Всесоюзного радио) — текст от автора

## Награды
- Заслуженный артист РСФСР (1984)
- Нагрудный знак «За содействие МВД России» (2002)
- орден Дружбы (20 апреля 2010) — за заслуги в развитии отечественной культуры и искусства, многолетнюю плодотворную деятельность[12][13]

## Документальные фильмы и телепередачи
Творчеству актёра посвящены документальные фильмы и телепередачи:
- «Леонид Каневский. „Приключения сыщика“» («Первый канал», 2009)[14]
- «Леонид Каневский. „Следствие вели“» («НТВ», 2014)[15][16]
- «Леонид Каневский. „Безнадёжный счастливчик“» («ТВ Центр», 2014)[17]
- «Леонид Каневский. „Раскрывая тайны звёзд“» («Москва 24», 2020)[18]
- «Леонид Каневский. „Звёзды советского экрана“» («Москва 24», 2021)[19]
- «Леонид Каневский. „Народный артист“» («НТВ», 2024)